# Медицина в Германии
Медицина в Германии призвана защищать здоровье и благополучие граждан Федеративной Республики Германия. Реформы в области оказания медицинской помощи населению и направления системы здравоохранения являются частью глобальной стратегической программы развития здравоохранения и социальной инфраструктуры.

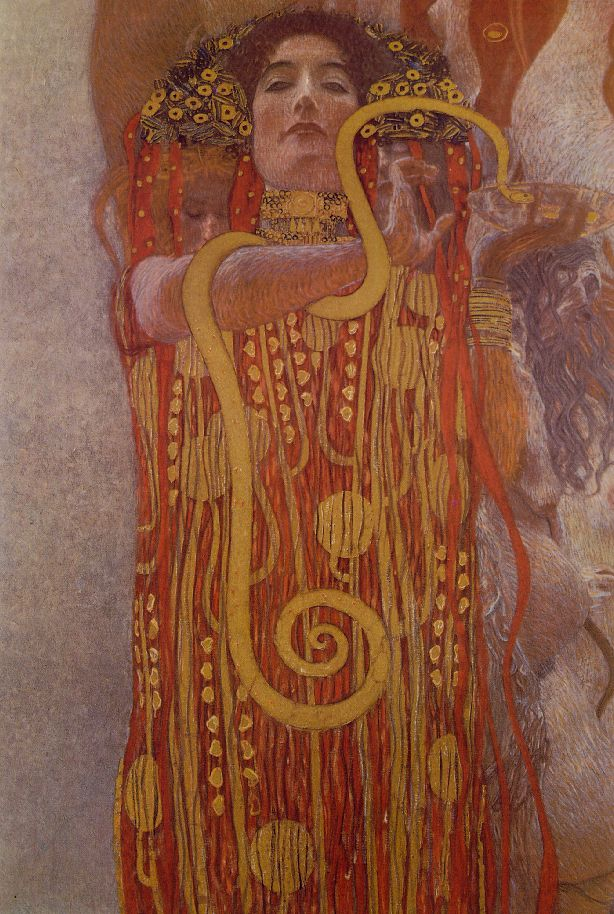
Густав Климт: Медицина. (Фрагмент)

## История
История медицины в Германии имеет глубокие корни. Для борьбы против множества болезней древние германские племена в попытке лечения болезней использовали лекарственные растения и травы. Набранный ими опыт развивался из поколения в поколение в народную медицину. С появлением письма развитие устной и письменной ветвей народной медицины стало разделяться. Многие лекарственные растения использовались в целях профилактики и лечения. Для этого использовались семена, корни, цветки, листья, наблюдали воздействия на организм фруктов, овощей и лечебного травяного чая, их влияние на кашель, кровотечение, боль, диарею и на другие болезни.
Целители того времени были также знакомы с хирургией, обладали определённым опытом, примитивными способами лечения опухолей, переломов в различных местах человеческого тела.

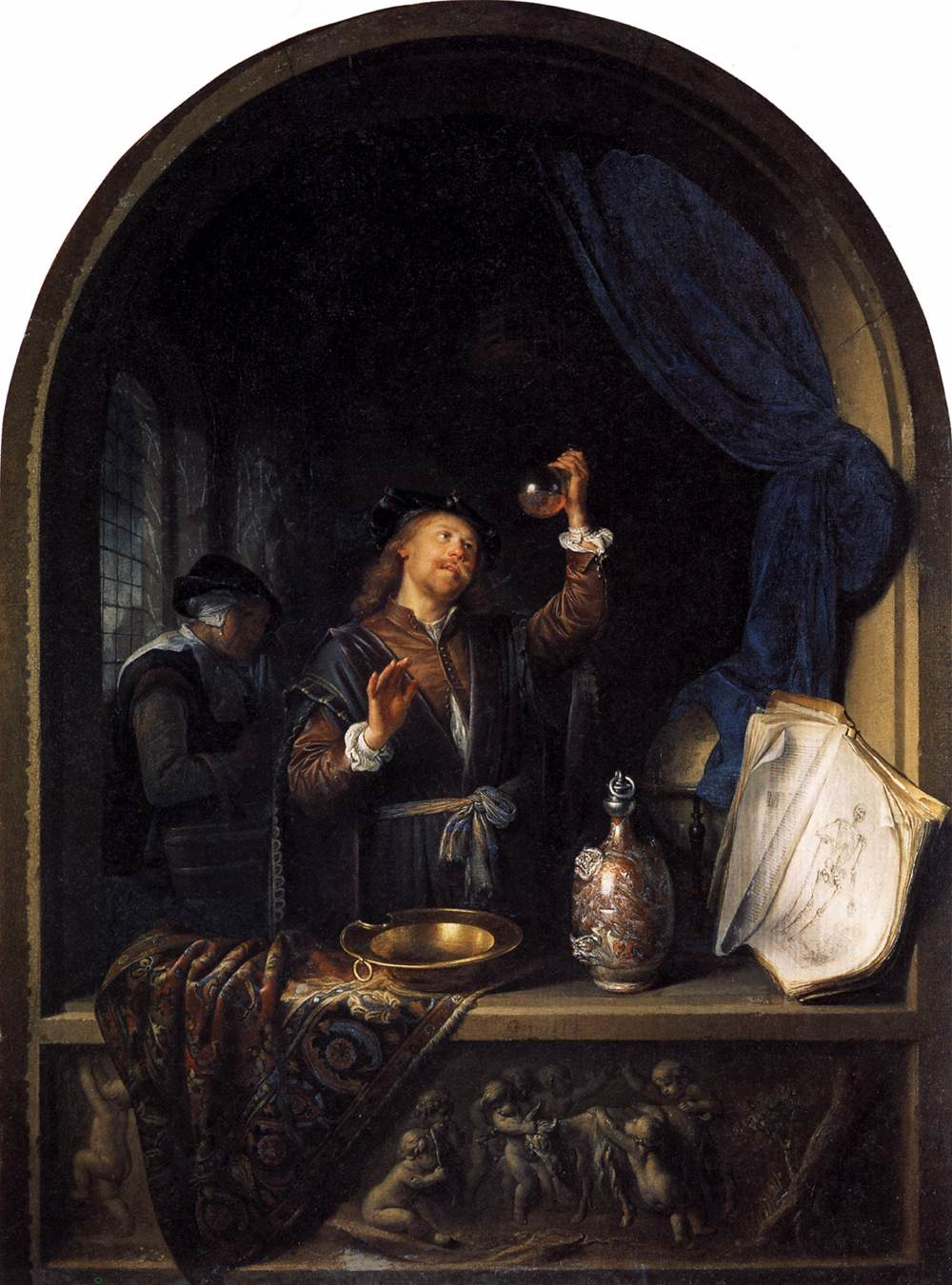
Исследование мочи в XVII веке

В средние века церкви и коммуны с больницами и врачам способствовали зарождению медицинского обслуживания. С развитием немецкой государственности первоначально появился контроль и надзор за медицинской профессией а затем принятие постановлений о лицензиях(Approbationsordnungen) и утверждения порядка цен (Gebührenordnungen). В 1852 году Пруссия отменила традиционное разделение медиков на хирургов и терапевтов и закрыла хирургические школы. Инициатива либеральных общественных организаций, к одной из которых относился и Рудольф Вирхов (Rudolph Virchow), позволила принятие первого коммерческого законодательства Германской империи (1871). В 1939 году также был принят закон и о Нетрадиционной медицине, регулирующий ценообразование лечения нетрадиционными методами лечения. Канцлер Отто фон Бисмарк в Германии ввёл первую в мире систему социального обеспечения, включающим обязательное медицинское страхование для всех работающих и членов их семей, которое на сегодняшний день охватывает 90 % населения.

## Медицина и здравоохранение в Германии

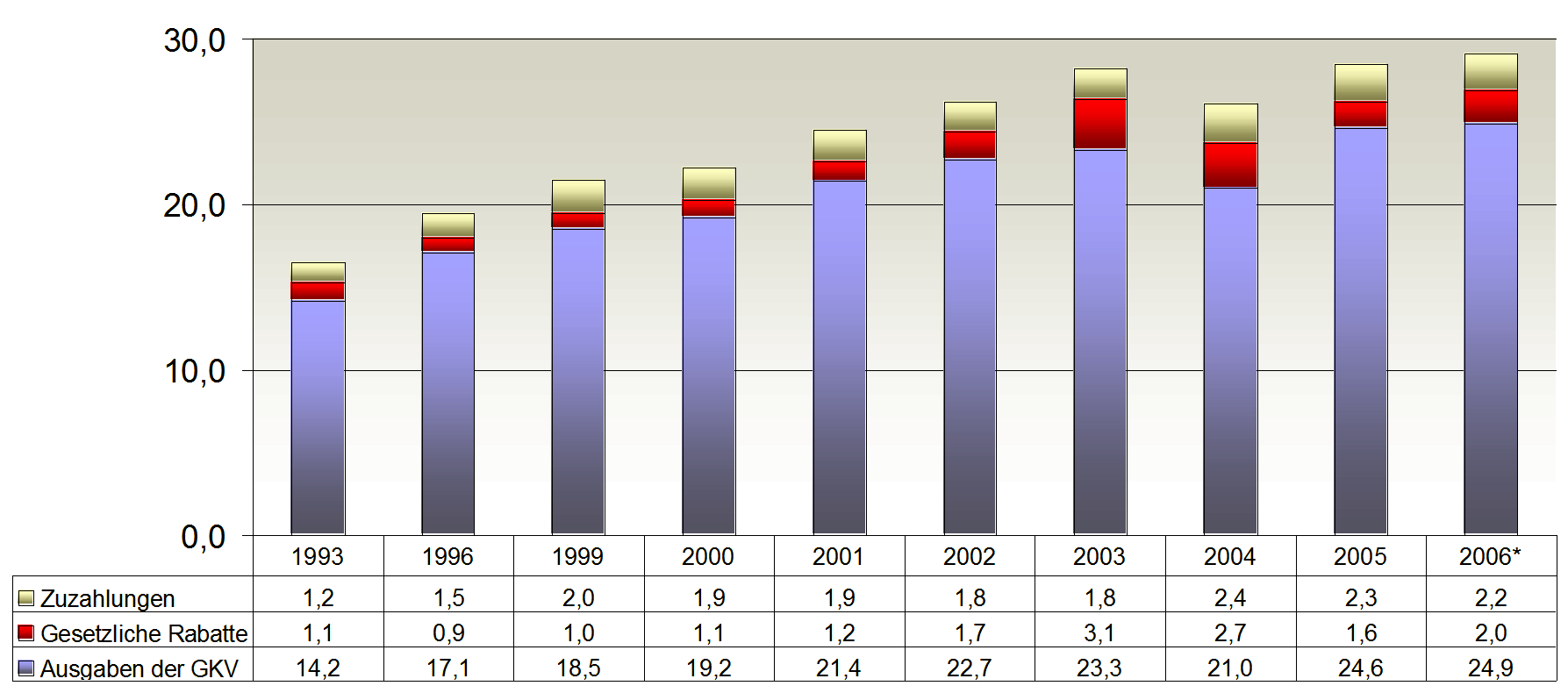
Расходы немецких больничных касс 1993—2006

После воссоединения в 1991 году в ГДР были закрыты обычные поликлиники и преобразованы в кабинеты врачей. Государственные органы здравоохранения не играют абсолютно никакой роли в сфере здравоохранения за исключением бедствий и катастроф. Все университетские больницы (клиники) со стационарным лечением, остались в руках государства. Для обеспечения финансирования, немецкие больницы заключают контракты со страховыми компаниями, а также получают государственные инвестиционные субсидии из налоговых поступлений. Таким образом обеспечивается двойное финансирование, которое полностью отделено от финансирования врачебных кабинетов (практик). Многочисленные реформы законодательства в области здравоохранения пытались предотвратить угрозу надвигающегося двойного финансирования дорогостоящей инфраструктуры (например: приобретение медицинского оборудования).
Попытки объединения академической и комплементарной медицины, в Германии известны под новым понятием интегративной медицины
.

## Классификация типов медицинской помощи
Первичная врачебно-санитарная, то есть первичная медицинская помощь. Поддерживается кабинетами врачей, клиниками и другими амбулаторными учреждениями. Около 90 процентов острых и хронических заболеваний лечатся при помощи этой экономически эффективной и всеобъемлющей системы. Амбулаторную помощь оказывают прежде всего кабинеты частных врачей (Praxis), также иногда осуществляется амбулаторный прием при больницах. Кабинеты врачей могут находиться где угодно, от жилых домов до бензозаправок. При этом их количество ограничено квотой на тот или иной населенный пункт. Больше половины всех частных кабинетов принадлежит семейным врачам. Обычно семейный врач является первым врачом, к которому приходит больной, и, если такой врач не может самостоятельно помочь пациенту, то он дает направление к специалисту. Врачи-специалисты может работать как в одиночку, так и в группе с другими врачами (таких 25 %) образуя таким образом целые медицинские центры. В выходные дни и вечернее время действуют дежурные врачебные кабинеты по всем направлениям. Пациенту необходимо позвонить на единый справочный номер, где ему скажут адрес ближайшего дежурного врача.
Вторичное медицинское обеспечение, то есть вторичная медицинская помощь, так называемые специализированные медицинские услуги обеспечивается врачами специалистами всех областей медицины, которые работают с пациентами по направлению семейных врачей. Врач-специалист проводит лечение амбулаторно или стационарно в больнице или клинике. Этот сектор медицинской помощи включает в себя: скорую помощь, интенсивную терапию, операционные залы, лаборатории, диагностическая радиология, физиотерапия и.т.д.
Третичная медицинская помощь основана на специализированных больницах, клиниках и центрах. Они обслуживают регионы и как правило несколько городов в части особо сложных и дорогих услуг, таких как аварии и катастрофы, онкологические центры, центры трансплантации и неонатологии.

## Центральные направления медицины в Германии
На государственном уровне медицинская практика в Германии неразрывно связана с научными исследованиями, проводимыми в университетских клиниках. Также государство оказывает интенсивную финансовую поддержку как научных исследований, так и поддержания и развития технической базы клиник. Благодаря этому немецкая медицина активно развивается во всех современных направлениях дисциплины. При этом можно выделить некоторые направления, которые являются центральными.
- Кардиология и кардиохирургия — в Берлине находится один из крупнейших кардиологических центров Европы со специализацией на трансплантации и разработке искусственного сердца.
- Минимально инвазивная хирургия получила сильный толчок в развитии благодаря тесному сотрудничеству между медиками и инженерами, что позволило создавать устройства, дающие хирургам возможность делать операции при минимальном повреждении кожи и мягких тканей.
- Профилактические обследования также выделены в отдельное направление для оптимизации процесса — существуют готовые фиксированные программы обследований различных систем органов, а также всего тела.
- Реабилитация является одним из факторов успеха операции. Рассматривая реабилитацию с этой точки зрения, немецкая медицина выделила её в отдельное направление вплоть до создания специализированных клиник и предприятий по изготовлению оборудования, специфического для потребностей реабилитационных пациентов[4].

Каждый десятый евро, потраченный в Германии идёт на здравоохранение. Эту цифру рассчитало Государственное Управление Статистики Германии (Statistische Bundesamt) к международному дню здравоохранения 7 Апреля 2013. В пересчёте на одного жителя в 2011 году было потрачено 3590 Евро, всего в 2011 году здравоохранение обошлось Германии 294 миллиарда евро. Это на 1,9 % больше, чем в предыдущем году.
Несмотря на это доля затрат на здравоохранение в валовом продукте Германии уменьшилась и составила 11,3 процента. В 2010 году затраты составили 11,5 процентов, а в 2009 году — 11,8 процента. Причиной такого развития учёные называют сравнительно сильный рост экономики Германии последние два года. При этом скорость роста затрат на здравоохранение замедлилась. В прошлом десятилетии она находилась в среднем на отметке 3 процента в год.

## Страховая медицина в Германии
Большая часть немецкого населения застрахована в государственных медицинских страховых компаниях. Государственное медицинское страхование в Германии, наряду с пенсионной страховкой, страховкой от несчастного случая, страховкой по безработице и страховкой по медицинскому уходу, является основной составной частью немецкой социальной страховой системы и одним из основных звеньев немецкой системы здравоохранения.
Медицинское страхование в Германии является обязательным для всего работающего и других групп населения. Медицинское страхование, при учёте определённых условий, может выбираться страхователем по своему желанию самостоятельно.
Первый закон об обязательном медицинском страховании для работающего населения вступил в силу по всей Германии 15 июня 1883 года. До этого момента, с апреля 1869 года был активным закон о медицинском страховании только на территории Баварии. Эти два закона по сути явились основоположниками введения в дальнейшем обязательной системы здравоохранения по всему миру.
Все страхователи, имеющие государственный медицинский страховой полис, имеют право на практически одинаковый спектр предоставляемых медицинских услуг. Получаемый объём медицинской помощи при государственном медицинском страховании, не зависим от величины страхового взноса. Стоимость медицинской страховки для каждого из граждан определяется согласно его доходу. Члены семьи при этом (при определённых условиях) могут быть дополнительно внесены в страховой полис без увеличения размера страховой суммы.
Спектр медицинских услуг согласно государственному медицинскому страхованию отражён в Пятой Книге Социального Законодательства (SGB V) и имеют ряд определённых ограничений, которые отражены в § 12 Abs. 1 SGB V).
Основной целью государственного медицинского страхования является поддерживание и восстановление здоровье страхователя (§ 1 SGB V).
Определённая группа населения Германии, например, руководители частных компаний, лица занимающие общественные должности, работающие в социальных государственных структурах и пр., имеет право на частное медицинское страхование. Доход этой части населения позволяет им отказаться от государственной обязательной страховки и перейти в частное медицинское страхование. Частное медицинское страхование предлагает более обширный спектр предоставляемых медицинских услуг, нежели государственное страхование. Спектр медицинских услуг может выбираться страхователем по желанию, в связи с чем в значительной степени варьирует и сумма страхового полиса. Размеры страховых взносов зависят так же от общего состояния здоровья застрахованного лица, пола и возраста страхователя.
2,3 % населения застрахованы согласно своему социальному статусу и имеют медицинские страховки другого рода. Только 0,1 % — 0,3 % населения проживают в Германии не имея медицинского страхования.
Расходы на покрытие страховых взносов за медицинское страхование, как правило, частично перенимает на себя работодатель.
Вносимые страхователями суммы в большей степени покрывают расходы и тем самым являются основным источником финансирования системы здравоохранения Германии. Некоторые области системы здравоохранения получают так же дополнительную финансовую поддержку из других источников финансирования, а именно от частных лиц и организаций, различных государственных структур.
Наряду с этим, вне медицинского страхования находится определённый перечень медицинских услуг, которые не включаются в медицинский страховой полис и оплачиваются страхователем самостоятельно. К их числу относятся так называемые «индивидуальные медицинские услуги»: фитнес, здоровый образ жизни, пластические операции, ряд медикаментов, альтернативная медицина и другие.

### Немецкие медицинские поисковики
- www.medpilot.de — Поисковик по Deutschen Zentralbibliothek für Medizin (Немецкой центральной библиотеке по медицине).

### Немецкие медицинские журналы
- https://web.archive.org/web/20190519174504/https://www.medical-tribune.de/ — Medical Tribune
- http://www.aerzteblatt.de — Deutsches Ärzteblatt